# Gonioscelis xanthochaites
Gonioscelis xanthochaites är en tvåvingeart som beskrevs av Jason Gilbert Hayden Londt 2004. Gonioscelis xanthochaites ingår i släktet Gonioscelis och familjen rovflugor.
Artens utbredningsområde är Namibia. Inga underarter finns listade i Catalogue of Life.